# Коупленд, Моррис Альберт
Моррис Альберт Коупленд (англ. Morris Albert Copeland; 6 августа 1895, Рочестер, штат Нью-Йорк, США — 4 мая 1989, Сарасота, штат Флорида, США) — американский экономист, профессор экономики Корнеллского университета, президент Американской экономической ассоциации в 1957 году.

## Биография
Моррис родился 6 августа 1895 года в Рочестере, штат Нью-Йорк в семье Альберта Эдвардса Коупланда (1869—1950) и Дженни Моррис (1869—1966).
М. Коупленд закончил Амхерстский колледж со степенью бакалавра в 1917 году, а в 1921 году удостоен докторской степени в Чикагском университете
.
Преподавательскую деятельность начал преподавателем экономики в 1921—1925 годах, ассистентом профессора в 1925—1928 годах, полным профессором в 1928—1930 годах в Корнеллском университете. В 1930—1936 годах профессор экономики в Мичиганском университете. В 1933—1939 годах исполнительный секретарь Центрального статистического Совета в Вашингтоне, в 1939—1940 годах директор исследовательского Бюро бюджетирования. Во время Второй мировой войны он был начальником отдела боеприпасов Совета по военному производству. С 1949 года профессор Корнеллского университета.
В 1966—1967 годах приглашённый профессор Миссурийского университета, а в 1967—1969 годах приглашённый профессор университета штата Нью-Йорк в Олбани.
В 1957 году президент Американской экономической ассоциации.
М. Коупленд умер 4 мая 1989 года в Сарасоте, штат Флорида от пневмонии.
Семья
М. Коупленд женился на Мэри Фелпс Эндерс, у них родились дочь Хелен Гаттидж и сын Роберт.

## Награды
За свои достижения был награждён:
- 1957 — почётный доктор гуманитарных наук Амхерстского колледжа,
- 1963 — стипендия Гуггенхайма[4].